# Бардак (кінофестиваль)
«Бардак» (англ. Bardak Film Fest) — фестиваль короткометражного незалежного українського кіно. Проходить щорічно з 2017 року в Харкові.

## Про фестиваль
Вперше фестиваль відбувся з 13 по 15 жовтня 2017 року в ЄрміловЦентрі та ART AREA ДК.
У «Бардаці» беруть участь короткометражні роботи до 40 хвилин, зняті без участі студій: анімаційні ролики, комедії, музичні кліпи, мюзикли, документальні та драматичні роботи. Переможця визначають глядацьким голосуванням, а кращий фільм отримає «Стакан» — головний приз «Бардака».
У 2019 році пройшов третій фестиваль у рамках Kharkiv MeetDocs з 26 по 29 вересня.

## Нагороди
- Особлива відзнака
- Кращий фільм
- Гран-прі (вибір глядачів)

## Перелік переможців

### 2017 рік
«Кінець» — Jury Special Mention.
«Меж тем» — Festival Team Prize.

### 2018 рік
Олександр Жеребко — Special Award «За внесок в кіно-, телевізійне мистецтво»; «За вдале втілення образу „Український Містер Бін“ на екрані».
«Crabgirl» — Кращий фільм.
«ЧайлдХуд» — лауреат кінофестивалю «За переконливе розкриття складної теми формування характеру та вдале використання особливостей кіномови».

### 2019 рік
«Sir Chub de Pigi» — особлива відзнака за віртуозне використання сучасних технологій в оповіданні.
«Чорна діра» — особлива відзнака за чіткий почерк режисера, прекрасну і глибоку роботу оператора, підбір дивних типажів. Всі елементи та деталі працюють на одне завдання — занурюють в химерний світ, створений автором.
«Поки не стане чорним» — особлива відзнака за лаконізм, віртуозність і поетичність.
«Навь» — особлива відзнака. Українська культура потребує вивчення. Вибудовування української міфологічної розповідності новітніми візуальними засобами завдання складне, але гідне.
«Wasted» — кращий фільм за сучасний підхід і актуальний меседж.
«Хайп» — Гран-прі вибір глядачів.

### 2020 рік
«Ідеальна родина» — Кращий фільм (Bardak Offline).
«Імігрант Холдем» — Кращий фільм (Bardak Online).
«Магазинчик» — Приз глядацьких симпатій.
«Барбер» — Особлива відзнака (Bardak Offline).
«Послідовник» — Особлива відзнака (Bardak Offline).
«Магазинчик» — Особлива відзнака (Bardak Offline).
«Ще один день» — Особлива відзнака (Bardak Offline).
«Сила та правда» — Особлива відзнака (Bardak Online).
«Відважна фабрика» — Особлива відзнака (Bardak Online).
«Я, Робот» — Особлива відзнака (Bardak Online).

### 2021 рік
«S[Quare]D» — Кращий фільм.
«Орігамі» — Приз глядацьких симпатій.
«Ромський танець» — Особлива відзнака.
«S[Quare]D» — Особлива відзнака.
«Оля Бородкіна: Вася Клюквін» — Особлива відзнака.
«Потерпи трошки» — Особлива відзнака від команди фестивалю.
«Жах, яке щастя!» — Особлива відзнака від команди фестивалю.

### 2022 рік
«Битва за Україну» — Кращий фільм.
«Крилата черепаха» — Приз глядацьких симпатій.
«Reflexio» — Особлива відзнака журі.
«What'a'Bucket» — Особлива відзнака журі.
«День вчителя» — Особлива відзнака журі.
«Сім'я — то назавжди» — Особлива відзнака журі.
«Хуйцентрізм або Угар в будуарі» — Особлива відзнака від команди фестивалю.
«TROЯ» — Премія Bardak Bloggers and New Media (Анімація).
«Не кажи нікому» — Премія Bardak Bloggers and New Media (Fiction).
«Фортеця Маріуполь. Останній день на Азовсталі» — Премія Bardak Bloggers and New Media (Nonfiction).
«Казкар» — Премія Спілки кінокритиків України.
«Ach So» — Особлива відзнака (Спілки кінокритиків України).
«Дивні: Ходять лісом» — Особлива відзнака (Спілки кінокритиків України).
«Поганий жарт» — Особлива відзнака (Спілки кінокритиків України).
«Рубіж» — Особлива відзнака (Спілки кінокритиків України).
«Фортеця Маріуполь. Останній день на Азовсталі» — Особлива відзнака (Спілки кінокритиків України).